# Ptychomitriopsis aloinoides
Ptychomitriopsis aloinoides là một loài rêu trong họ Ptychomitriaceae. Loài này được Magill mô tả khoa học đầu tiên năm 1998.